# Aliso (California)
Aliso es un área no incorporada ubicada en el condado de Orange en el estado estadounidense de California.

## Geografía
Aliso se encuentra ubicada en las coordenadas 33°43′37″N 117°49′59″O / 33.72694, -117.83306.